# Ayat-sur-Sioule
Ayat-sur-Sioule è un comune francese di 149 abitanti situato nel dipartimento del Puy-de-Dôme nella regione dell'Alvernia-Rodano-Alpi.

## Società

### Evoluzione demografica
Abitanti censiti